# Handball en Russie
Le handball est un sport assez populaire en Russie. Ayant notamment un Championnat assez renommée et le plus important Championnat féminin d'Europe, dans lesquelles joue de prestigieux clubs tels que Medvedi Tchekhov, Kaustik Volgograd ou encore le Saint-Pétersbourg HC en hommes et le HC Dinamo Volgograd, le HC Lada.

## Histoire
Comme beaucoup de sports, le handball est arrivé en Russie par les universités.